# ئی.جی. بلوک
ئی. جِی. بِلوک (انگلیسی: E. J. Bellocq؛ ۱۸۷۳ – ۱۹۴۹) عکاس اهل ایالات متحده آمریکا بود که بین سال‌های ۱۹۱۷ تا ۱۹۴۹ در نیواورلئان فعالیت می‌کرد. عکس‌های جذابش از روسپی‌های استوری‌ویل نیواورلئان مشهور است.